# Ectatoderus varicolor
Ectatoderus varicolor är en insektsart som beskrevs av Henri Saussure 1877. Ectatoderus varicolor ingår i släktet Ectatoderus och familjen Mogoplistidae. Inga underarter finns listade i Catalogue of Life.